# Saint-Cyprien - République (metropolitana di Tolosa)
Saint-Cyprien - République è una stazione della metropolitana di Tolosa, inaugurata il 26 giugno 1993. È dotata di una banchina a nove porte e perciò può accogliere treni composti da due vetture.

## Architettura
L'opera d'arte che si trova nella stazione si compone, all'interno, di un mosaico intorno ad un lucernaio, all'esterno di tre volumi parallelepipedici posti in fila. L'opera è stata realizzata da François Morellet. L'opera, intitolata Submersion, è stata restaurata nel gennaio 2011 da due studenti dell'accademia delle belle arti di Tolosa. Le modifiche sono appena visibili e sono state apportate sul fianco della fontana. Infine fu installato un terzo cartello.

## Servizi
La stazione dispone di:
- Biglietteria automatica
- Scale mobili